# Wait Till Your Father Gets Home
Espera a que llegue papá a casa es una serie de televisión animada producida por Hanna Barbera entre los años 1972 y 1974. Se presentó por primera vez en un segmento titulado "Amor y padre al viejo estilo" dentro del programa de la ABC Love, American Style. 
La serie consta de 49 episodios. Relata la vida diaria de Harry Boyle, un típico trabajador de una compañía proveedora de restaurantes y su familia, su esposa Irma, su hija Alice, su hijo Chet, desempleado y desobediente y por último Jamie el menor y menos rebelde.
Uno de los personajes habituales es su vecino Ralph Kane, quien es un opositor de derechas obsesionado con las conspiraciones. Además en su mismo barrio cuentan con la señora Sara Wittaker, sargento autodenominada. En general los episodios tratan de la brecha existente entre las generaciones de padres e hijos.

## Personajes
Familia Boyle
- Harry Boyle.-El clásico padre suburbano que trabaja de lunes a viernes en una compañía. Posee un sentido común un tanto imperceptible, a pesar de eso, sabe guiar bien a su familia en cada nueva situación que se les presenta.

- Irma Boyle.-La esposa de Harry, dedicadada a las labores del hogar, pero buscando siempre nuevas oportunidades. Ella corrige a los chicos si hacen algo mal.

- Chet Boyle.-El hijo adolescente desobligado que aun vive con sus padres, a pesar de sus esfuerzos.

- Alice Boyle.-la Hija pasada de peso y un tanto intelectual.

- Jamie Boyle.-El hijo menor, siempre al tanto de todo a pesar de su corta edad. Más cercano a sus padres, posee una actitud tranquila aunque temperamental en ocasiones.

- Datos: Q3285775